# Tour of Xingtai
Il Tour of Xingtai (it. Giro del Xingtai) era una corsa a tappe maschile di ciclismo su strada, svoltasi dal 2017 al 2019 nell'area della città-prefettura cinese di Xingtai, nella provincia di Hebei. Nelle tre stagioni in cui si svolse, prima di essere soppresso a causa della pandemia di COVID-19, fu incluso nel calendario UCI Asia Tour come prova di classe 2.2.

## Albo d'oro
Aggiornato all'edizione 2019.
| Anno | Vincitore    | Secondo           | Terzo               |
| ---- | ------------ | ----------------- | ------------------- |
| 2017 | Jacob Rathe  | Dušan Kalaba      | Salaheddine Mraouni |
| 2018 | Damiano Cima | Ulises Castillo   | Mychajlo Kononenko  |
| 2019 | Carlos Cobos | Amir Kolahdozhagh | Mychajlo Kononenko  |